# Huedin
Huedin er en by i Cluj distrikt, Transsylvanien i Rumænien. Huedin har 8.069(2021) indbyggere.